# 江川 (排球运动员)
江川（1994年8月9日—），北京人，中國男子排球運動員，亦為中國國家男子排球隊成員，身高2.04米，司職接应二傳位置，目前效力於日本的JT雷霆廣島。現時是中國男排的主力接應球員。

## 运动生涯
江川在2010年进入北京青年队，三年之後获得2013年全运会男排青年组冠军。在备战全运会的比赛中，江川左膝十字韧带断裂。2014年7月，北京男排与伊朗男排二队在进行对抗赛，江川替补登场，这成为他在北京一队的首秀。
经过9个月的康复，江川满血复活。2016年首次参加国家隊集训。同年9月28日，以二隊出戰的中国男排夺得亞洲盃亚军，江川在半决赛对中华台北队的比赛发挥出色，一人得到31分。在与伊朗队的决赛中，拿到全队最高的27分。凭借出色的表现，获得最佳接应。带着亚洲杯的火热状态，江川首次作为主力接应打满整个联赛赛季，成为了北京队稳定的进攻点，帮助球队夺得了亚军，也被评为联赛最有价值球员。
2017年4月，中国男排公布集训名单，江川第一次入选国家一队，就擔任起主力接應的身份，他跟随中国男排參與世界男排联赛、亚锦赛、世锦赛资格赛等国际比赛。世界男排联赛土耳其站，江川第一次身披国家队战袍出战，赛前不少人担心，他能否适应与欧美强队对抗的节奏。结果第一场对阵东道主土耳其的比赛，江川狂砍32分，一鸣惊人。第二场他又收获了20分，第三场在只打了两局的情况下，依然拿到了13分。连续3场比赛，场场都是中国队的得分王，成为了中国男排最新的進攻火力点。 2017年世界男排聯賽結束後，江川在第二組別的個人得分榜中，以總得分164分排在第三位。
2018年，江川第二年入選中國男排，並繼續作為主力接應。在2018年男排國家聯賽，是江川首次與眾世界男排列強交手，如美國、巴西及波蘭等，但他毫不畏懼，表現相當出色。在所有分站賽完成後，江川以總得分273分（包括發扣攔得分）高居得分榜榜首，力壓多位世界名將；另外亦以54.8%的扣球成功率位列最佳進攻球員榜第二位。

## 獎項

### 個人榮譽
- 2016年男排亞洲盃: 最佳接应
- 2016-2017赛季中國男子排球联赛：MVP （最有價值球員）
- 2017-2018赛季中國男子排球超級联赛：MVP （最有價值球員）

### 俱樂部
- 2014-2015赛季中国男子排球联赛： - 銅牌（北京汽車男排）
- 2015-2016赛季中国男子排球联赛： - 銀牌（北京汽車男排）
- 2016-2017赛季中国男子排球联赛： - 銀牌（北京汽車男排）
- 2017-2018赛季中国男子排球超級联赛： - 銀牌（北京汽車男排）

### 國家隊
- 2016年男排亞洲盃： - 銀牌
- 2021年亞洲男子排球錦標賽： - 銅牌

## 外部連結
- 江川的新浪微博